# Alain de Garsault
Alain de Garsault est le Grand écuyer du roi de France en 1665, lorsque Colbert ordonne la création des Haras royaux et lui confie la direction du Haras royal, qu'il implante à Hiesmes. Il est aussi le grand-père de François-Alexandre de Garsault.